# Mezenterij
Mezentêrij ali opórek je v anatomiji peritonealna duplikatura (guba potrebušnice), ki povezuje stensko potrebušnico (parietalni peritonej) trebušne stene z drobovno potrebušnico (visceralnim peritonejem) želodca, tankega in debelega črevesa. Poteka  od duodenojejunalne fleksure (mesta prehoda iz dvanajstnika v tešče črevo) do distalnega mezorektuma (peritonealna duplikatura, ki povezuje zgornji del danke s križnico). Novejša dognanja kažejo, da ima specifično anatomsko in histološko zgradbo, kar ga definira kot organ. Njegove vloge so skladiščenje maščevja, fiksiranje črevesja in oskrba črevesja z živci, krvnimi žilami in mezgovnicami. Najverjetneje pa z izločanjem posrednikov vnetja in encimov deluje tudi na lokalni in sistemski imunski odziv.